# 奚族
奚族，全稱庫莫奚族，是中國北方古民族，源自東胡，为東部鮮卑之一，與宇文部同源。《魏書》稱庫莫奚與契丹“異種同類”；《遼史》稱契丹與奚族同源，同源出鮮卑。古代突厥碑銘——如闕特勤碑與毗伽可汗碑之中，常見名為“Tatabi”的部族與契丹並列（突厥语称呼东胡系民族为Tatar，词缀bi表“一类的”），歐美學者如巴托爾德等認為其是奚，而日本白鳥庫吉等人認為其是地豆于（霫）；亦有可能同時指代兩者。

## 歷史
奚族最早起源於鮮卑，曾經是匈奴統治下的部落，與鮮卑宇文部及契丹同源。在東漢時，由鮮卑分支出來，曾經臣服於鮮卑慕容部與拓跋部。在北魏時期，奚族人的居地範圍在弱洛水（今内蒙古西拉木倫河南）、吐護真水（今内蒙古老哈河）流域。
唐朝前期，奚族活動中心為饒樂水（今内蒙古西拉木伦河）上游北岸。648年（贞观二十二年），奚酋可度者率衆歸順大唐，唐太宗於其地置饒樂都督府，并在奚五部地設五州，饒樂都督府由營州東夷都護府轄領。唐玄宗於717年將從外甥女固安公主嫁給奚酋李大酺，726年將唐中宗女成安公主的女儿東光公主嫁给奚酋李鲁蘇，745年將唐中宗女长宁公主的女儿宜芳公主嫁給奚酋李延寵。
開元十八年，契丹首領可突于將奚、契丹捲入反唐叛亂中，此後數年契丹大舉進入潢水（饒樂水）上游。奚人因此南遷吐護真水流域，建牙於陰涼川（後為遼、金大定府、今寧城縣）。開元二十三年，唐廷將南遷吐護真水流域的奚饒樂都督府改為奉誠都督府，正式承認契丹對於潢水上游饒樂府故地的佔領。
安禄山曾經負責攻打奚族與契丹，有部份奚族部落受安祿山指揮，一部分臣服於回纥。在唐朝安史之亂後，奚族與契丹成為半獨立國家。唐朝中後期，奚人逐漸臣服於契丹的統治，唐朝遂取消奉誠/饒樂都督府之建制。至遼代初期，奚人分爲五部：遥里、伯德、奥里、梅只、楚里。
遼太祖阿保機建立遼朝前後，多次對奚人用兵，至遼太宗時期，西部奚王來附，契丹人徹底完成了對奚人的征服。最初，契丹人按照本部五院、六院、乙室三王府的形式，組建了奚王府，以輔佐、監視奚人；任命奚人首領爲“奚王”，統率奚六部民衆、軍隊，奚以屬國的形式效忠契丹。遼聖宗在位時期，採取了一系列政策對奚人進行整合：統和十三年（995），將原本奚六部進行重組，劃歸北宰相府管轄，六部奚人成爲契丹國家的編戶；統和十九年（1001）廢除了終身制的奚王，改爲有任期限制的奚六部大王，該職位由舊奚可汗族內部世選、再由遼帝任命，徹底成爲遼朝的官吏。統和二十年（1002）十二月，奚王府“獻地”，遼朝在奚王帳所在地建立中京大定府，並遷入漢人、渤海人。十一世紀後，奚人徹底融入契丹國家之中。
遼朝末年，耶律大石和奚王回離保拥立耶律淳为北遼皇帝。1123年，北遼滅亡後，回離保自稱奚國皇帝，改元天復，五月為衆所殺。元朝之後，奚人與契丹人最後完全消失在漢人、蒙古人等民族之中(欽察族中的玉里伯里部來自奚王族)。
德國東方學家J. Marquart認為奥斯曼帝國起源的卡耶部源於突厥化的奚族。

## 延伸阅读
[在维基数据编辑]
 《魏書/卷100》，出自魏收《魏书》
 《周書·卷49》，出自令狐德棻《周書》
 《北史·卷094》，出自李延壽《北史》
 《隋書/卷84》，出自魏徵《隋书》
 《舊唐書·卷199下》，出自刘昫《舊唐書》
 《新唐書·卷219》，出自《新唐書》
 《新五代史·卷74》，出自歐陽修《新五代史》